# Astragalus contortuplicatus
Astragalus contortuplicatus es una especie de planta del género Astragalus, de la familia de las leguminosas, orden Fabales.
Fue descrita científicamente por L.